# A Ghost Story
A Ghost Story és una pel·lícula estatunidenca de gènere dramàtic escrita i dirigida per David Lowery, estrenada al Festival de Cinema de Sundance el 2017. És protagonitzada per Rooney Mara, Casey Affleck, Will Oldham, Sonia Acevedo, Rob Zabrecky i Liz Franke. Affleck interpreta un home que després de la seva mort és converteix en un fantasma i roman a casa de la seva esposa (Mara).

## Argument
Un músic viu amb la seva dona en una petita casa de Dallas, Texas. Ella vol marxar, viure en un altre lloc però ell no. Una nit senten un soroll que veu del piano però no en troben la causa. L'endemà, el músic (Affleck) té un greu accident de cotxe que li provoca la mort. La seva dona (Mara) va a l'hospital per reconèixer el cadàver, un cop vist, aquest és tapat per un manta blanca. Després d'uns minuts el cadàver s'aixeca com un fantasma cobert per la manta i vaga per l'hospital, invisible. Arriba a una porta de llum blanca, però no pot entrar, després d'uns segons decideix marxar i tornar a casa seva. El fantasma observa a la seva dona plorar durant dies i setmanes. A la casa del davant es troba un fantasma com ell i sense paraules li diu que està esperant a una persona però que no recorda a qui.
Quan la seva dona a dalt a casa amb un home, el fantasma s'enfada i començar a llançar llibres de l'estanteria i apagar i encendre els llums. Ella escolta una cançó que el seu marit va fer quan estava viu, decideix traslladar-se i passar pàgina. Abans de marxar de la casa, escriu una nota i la introdueix en una escletxa de la paret. El fantasma intenta recuperar la nota, però no pot.
Una nova família arriba a la casa. El fantasma els observa com mengen, toquen el piano i celebren el Nadal. Els fills de la nova família noten la presència del fantasma i després que aquest en un atac d'ira, llança tots els plats de l'armari de la cuina decideixen marxar. En una festa celebrada pels nous inquilins, el fantasma escolta una conversa on un home descriu com l'ésser humà intenta crear un llegat, però que tot es destrueix i finalment caus en l'oblit. Els assistents de la festa noten com els llums parpellegen.
La casa és abandonada. El fantasma segueix intentant recuperar la nota de la paret. Quan finalment aconsegueix arrencar un tros de paret, la casa és enderrocada. El segon fantasma li diu que ja no creu que la persona que espera vingui i desapareix. El fantasma observa com és construeix un gratacel on anteriorment estava la seva casa. En pujar al capdamunt, observa un paisatge urbà futurista, decideix saltar i és transportat al segle xix on una família està construint una casa. Ell observa mentre la nena petita de la família escriu una nota i l'amaga sota una roca. Després que la família és assassinada per natiu Americans observar la nena com és descompon a l'herba.
Dècades més tard el fantasma observa com el seu jo del passat i la seva dona és traslladen a la casa. Quan el seu jo del passat accepta marxar-ne, el fantasma assegut davant del piano, toca les tecles i el soroll provoca que es despertin. Mentre la seva dona es muda, el fantasma veu al seu fantasma anterior observant-la. És en aquest moment quan aconsegueix agafar la nota de la paret, la llegeix i desapareix.

## Repartiment
- Rooney Mara com M
- Casey Affleck com C
- Will Oldham com Pronosticador
- Sonia Acevedo com Maria
- Rob Zabrecky com a Home Pioner
- Liz Franke com Linda
- Grover Coulson com Home de la cadira de rodes
- Kenneisha Thompson com Doctora
- McColm Sephas Jr.com Nen Petit
- Kesha com a noia fantasma.